# Three Men in a Boat
Three Men in a Boat (To Say Nothing of the Dog) (Drie Mannen in een boot, om nog maar niets te zeggen van de hond) is een komisch reisverslag dat in 1889 werd gepubliceerd door de Engelse schrijver Jerome K. Jerome. 
Het is het verhaal van drie vrienden en een hond die met een boot over de rivier de Theems varen en in allerlei 'avonturen' verzeild raken. De drie mannen in het verhaal zijn gebaseerd op echte personen (waaronder Jerome zelf), maar de hond is fictief, al heeft het dier volgens de auteur wel enkele karaktertrekjes van hemzelf. Oorspronkelijk was het verhaal bedoeld als een serieus reisverslag met feiten en feitjes over de omgeving, maar al snel wordt Jeromes humoristische inslag merkbaar. Hij dwaalt regelmatig af van de reis en vertelt grappige anekdotes.
Een bekend citaat uit het boek is: "I like work. It fascinates me. I can sit and look at it for hours." (Ik hou van werk. Het fascineert me. Ik kan er uren naar zitten kijken.)

## Route

Drie mannen in een boot - Routekaart

De drie mannen hebben de route gevolgd stroomopwaarts vanaf Londen zoals te zien op het kaartje.
Deze route is gemakkelijk te volgen op basis van beschrijvingen in het boek. Veel van de genoemde cafés en herbergen bestaan nog steeds, onder meer:
- The Blue Posts, 81 Newman Street, London;
- The Royal Stag en The Manor House[1] in Datchet;
- The Crown in Marlow, Buckinghamshire;
- The George and Dragon in Wargrave;
- Th Bull Inn in Sonning;
- The Swan in Pangbourne;
- The Bull in Streatley, Berkshire;
- The Barley Mow in Clifton Hampden.

The Bells of Ouseley in Old Windsor bestaat ook nog, maar het gebouw is gesloopt en herbouwd in 1936. Het is nu onderdeel van de Harvester-restaurantketen.

## Naleven
Een eerste Nederlandse vertaling verscheen in 1894, getiteld Drie man in een boot (gezwegen van den hond). Deze werd decennialang herdrukt, maar in 1989 verscheen een nieuwe vertaling door Ernst van Altena, Drie man in een boot. Om de hond maar niet te noemen!, die in 2008 zonder de ondertitel herdrukt werd.
In 1900 deed Jerome een vervolg het licht zien, Three Men on the Bummel, waarin de vrienden een tocht door Duitsland ondernemen. Dit boek werd goed verkocht, maar was niet zo'n succes als het origineel.
De komieken Griff Rhys Jones, Dara Ó Briain en Rory McGrath (om de hond niet te noemen) deden de tocht in 2005 over voor de BBC-televisie.